# Ӳ
Вижте пояснителната страница за други значения на У.
Ӳ, ӳ е 25-ата буква от съвременната чувашка азбука. Обозначава затворената предна закръглена гласна /y/, сходна с немския изговор на Ü („У умлаут“).

## Произход
Буквата Ӳ е използвана за първи път от Николай Иванович Золотницки при издаването (1867 г.) на буквара „Чуваш кнеге“ и календара „Сöлдалык кнеге“ (на чувашки език). Това е причината тази буква да бъде често наричана Буквата на Золотницки. През 1873 г. Иван Яковлевич Яковлев запазва буквата при създаването на новата версия на чувашката азбука, базирана на руската. Буквата е запазена и в съвременния вариант на чувашката азбука, създадена през 1938 г. по образец на яковлевската азбука.

## Кодове
| Буква  | Уникод |
| ------ | ------ |
| Главна | U+04F2 |
| Малка  | U+04F3 |